# Кључ (Дрниш)
Кључ је насељено мјесто у саставу града Дрниша, у Шибенско-книнској жупанији, у Далмацији, Република Хрватска.

## Географија
Насеље је удаљено 11,5 км западно од Дрниша.

## Историја
Кључ се од распада Југославије до јуна 1992. године налазио у Републици Српској Крајини.

## Становништво
Према попису из 1991. године, Кључ је имао 300 становника. Према попису становништва из 2001. године, Кључ је имао 186 становника. Насеље је према попису становништва из 2011. године имало 162 становника.
| Демографија | Демографија | Демографија |
| Година      | Становника  | Становника  |
| ----------- | ----------- | ----------- |
| 1961.       | 411         |             |
| 1971.       | 370         |             |
| 1981.       | 331         |             |
| 1991.       | 300         |             |
| 2001.       | 186         |             |
| 2011.       |             | 162         |

## Попис 1991.
На попису становништва 1991. године, насељено место Кључ је имало 300 становника, следећег националног састава:
| Попис 1991.‍ | Попис 1991.‍ | Попис 1991.‍ | Попис 1991.‍ | Попис 1991.‍ |
| ----------- | ----------- | ----------- | ----------- | ----------- |
|             |             |             |             |             |
| Хрвати      | Хрвати      |             | 300         | 100%        |
| укупно: 300 |             |             |             |             |